# Brom pentafluoride
Brom pentafluoride là một hợp chất halogen có công thức hóa học BrF5. Nó là một hợp chất fluoride phản ứng mạnh và rất nguy hiểm.
BrF5 được sử dụng trong phân tích đồng vị oxy, cũng đã được thử nghiệm như là một chất oxy hóa trong nhiên liệu tên lửa lỏng và được sử dụng như một chất fluor hóa trong quá trình chế biến urani.

## Điều chế
Brom pentafluoride được điều chế lần đầu tiên vào năm 1931 bằng phản ứng trực tiếp của brom với fluor. Phản ứng này thích hợp cho việc chế tạo số lượng lớn và được thực hiện ở nhiệt độ trên 150 ℃ (302 ℉) với lượng fluor dư thừa:
Br2 + 5F2 → 2BrF5
Để điều chế lượng nhỏ hơn, dùng kali bromide:
KBr + 3F2 → KF + BrF5
Cách này tạo brom pentafluoride gần như hoàn toàn không chứa trifluoride và các tạp chất khác.

## Phản ứng
Brom pentafluoride phản ứng mạnh với nước, nhưng khi được kiểm soát bằng cách pha loãng với acetonitrile, nó sẽ tạo thành acid bromic và acid fluorhydric, các sản phẩm thủy phân đơn giản:
BrF5 + 3H2O → HBrO3 + 5HF
BrF5 là một tác nhân fluor hóa cực kỳ hiệu quả, chuyển hầu hết các hợp chất urani thành urani(VI) fluoride ở nhiệt độ phòng.

## Nguy hiểm
Brom pentafluoride có tính ăn mòn nghiêm trọng trên da, hơi nóng gây kích ứng mắt, da và niêm mạc. Tiếp xúc với 100 ppm trong vài phút là gây chết người đối với hầu hết động vật thí nghiệm.
Phơi nhiễm lâu dài có thể gây tổn thương thận và suy gan. Nó có thể tự nhiên bốc cháy hoặc nổ khi tiếp xúc với vật liệu hữu cơ hoặc bụi kim loại.